# Polystachya lacroixiana
Polystachya lacroixiana är en orkidéart som beskrevs av Daniel Geerinck. Polystachya lacroixiana ingår i släktet Polystachya och familjen orkidéer.
Artens utbredningsområde är Burundi. Inga underarter finns listade i Catalogue of Life.